# Découverte et exploration de l'Amérique

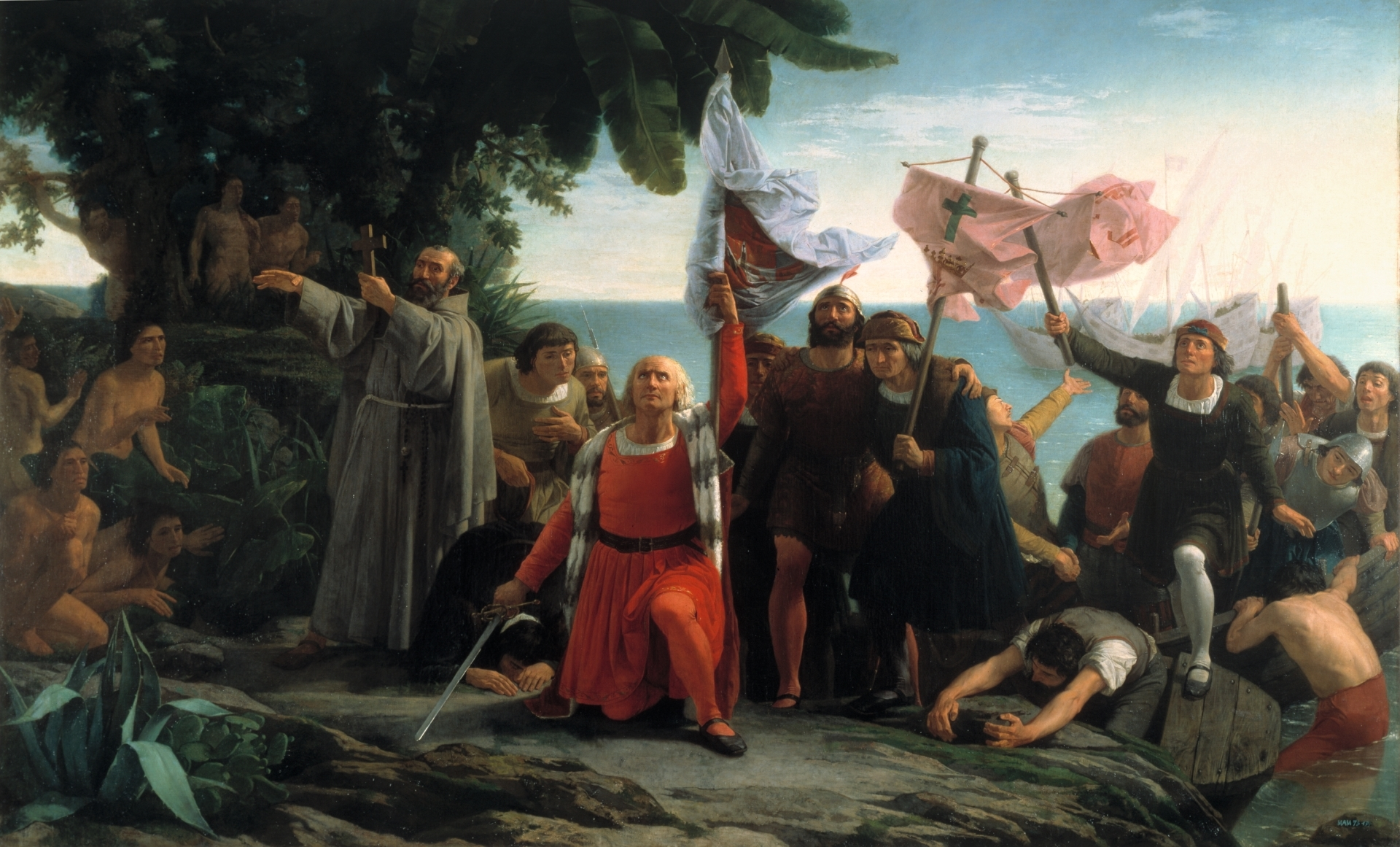
Premier débarquement de Christophe Colomb en Amérique (tableau de Dióscoro Puebla de 1862).

La « découverte de l'Amérique » correspond usuellement au débarquement, en 1492, sur plusieurs îles américaines de la mer des Caraïbes, d’un équipage d'une centaine de personnes commandé par le navigateur Christophe Colomb, mandaté par la reine de Castille Isabelle Ire et par le roi d'Aragon Ferdinand II pour atteindre les Indes orientales à travers l'océan Atlantique, ignorant qu'un continent se trouve sur cette route entre l'Europe et l'Asie. La « découverte » est donc celle, documentée, du continent américain par les Européens de la Renaissance, qui l'appelleront « Nouveau Monde » au siècle suivant. En effet, vers l'an 1000, d'autres Européens, des Vikings menés par Leif Erikson ont touché le continent à partir du Groenland, établissant une colonie nommée Vinland, à l'embouchure du fleuve Saint-Laurent (Terre-Neuve), et bien que la Saga du Vinland ait été compilée vers 1250 à Brême, il semble que leur expédition n'ait pas été connue à l'époque du projet de Christophe Colomb de rejoindre les Indes par la mer.
Durant la nuit du 11 au 12 octobre 1492, la flotte dont Colomb est l'amiral aborde l'île de Guanahani (actuel San Salvador), aux Bahamas. Ce moment marque la rencontre de sociétés et d'écosystèmes qui avaient globalement évolué indépendamment l’une de l’autre pendant environ 12 000 ans, après la disparition du pont terrestre de la Béringie.
Très vite après ce premier voyage, les Espagnols commencent à explorer et à coloniser le continent, bientôt imités par d'autres Européens, au détriment de ses habitants autochtones nommés « Indiens » (Indios) par Colomb. Cette colonisation transforme radicalement et durablement, au niveau mondial, les rapports politiques comme les échanges commerciaux.
Le terme et concept de « découverte de l'Amérique » (tout comme celui d'« Indiens »), issu de l'état des connaissances et de la pensée politique de l'Europe du XVIe siècle, continue à être largement utilisé, mais il fait l'objet de controverses depuis le XXe siècle, en particulier en Amérique où il est considéré comme biaisé, à la fois pour son eurocentrisme et pour l'occultation oppressive des populations et cultures indigènes auquel il est associé.

## Origine de l'expression

### Expéditions précolombiennes
L'origine des peuples de l'Amérique précolombienne sont traités dans l'article premier peuplement de l'Amérique. L'ensemble des contacts, expéditions, tentatives de contacts menés dans le monde vers les Amériques, ou bien des Amériques vers d'autres continents, avant l'expédition de Christophe Colomb, sont traités dans Contacts trans-océaniques précolombiens.

### Contacts européens précolombiens

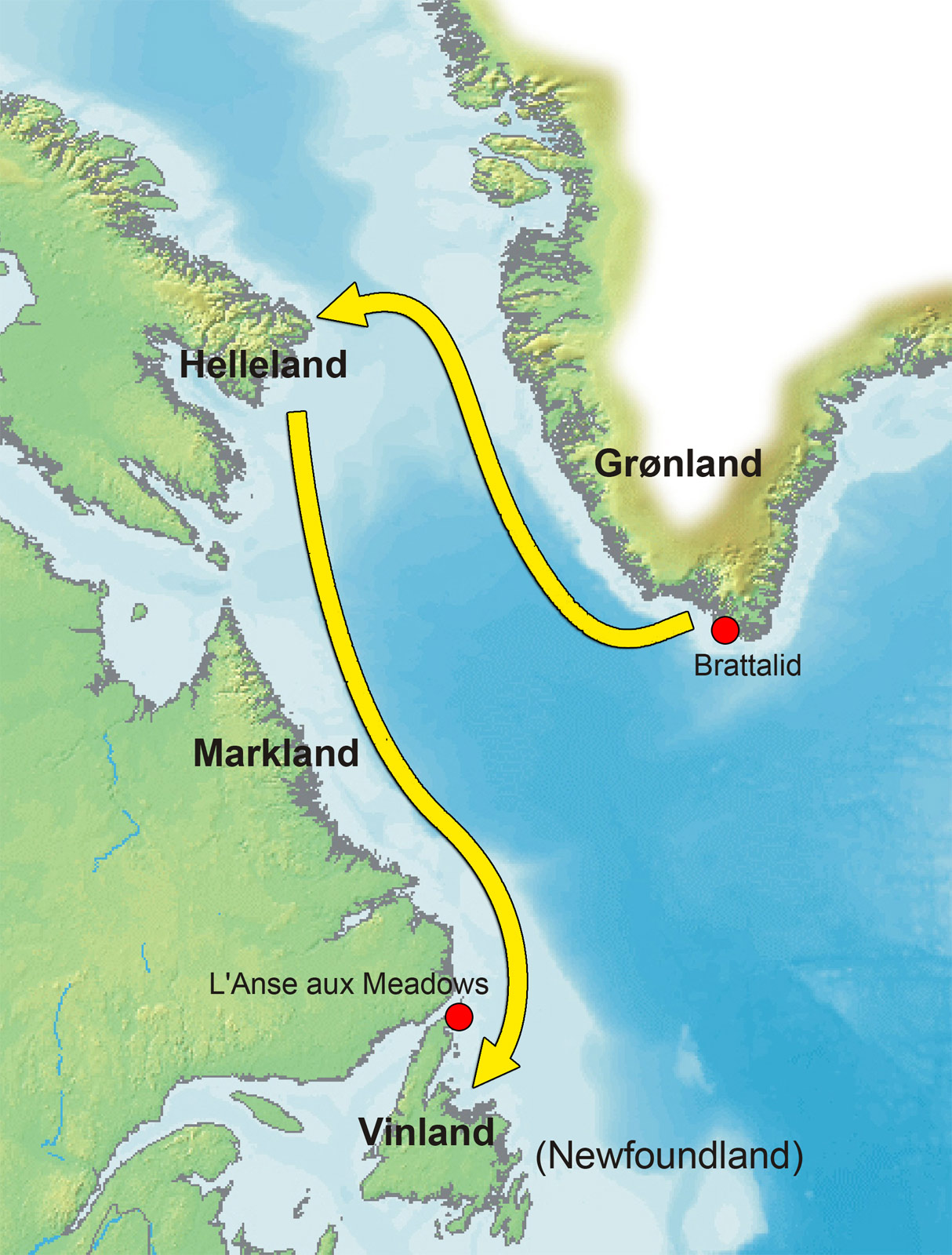
Localisation hypothétique des lieux américains mentionnés dans les sagas.

L'expression « Christophe Colomb découvre l'Amérique en 1492 » date du XVe siècle, époque à laquelle aucun Européen ne revendiquait ces terres. Bien qu'à la Renaissance, cette information n'ait pas été connue, les premiers européens à découvrir et explorer ces terres furent les Vikings (Leif Erikson) venus d'Islande qui ont atteint le Groenland et l'actuel Canada vers l'an 1000 et y ont installé un habitat. Mais celui-ci n'a duré que jusqu'au XIVe siècle, de sorte que les explorateurs du XVIe siècle n'ont rencontré aucun Viking en Amérique du Nord. À la colonisation viking des Amériques attestée du Xe au XIIIe siècle, s'ajoutent des contacts plus ou moins probables et précis de pêcheurs de morue (du Portugal et/ou des Açores) vers Terre-Neuve, d'éventuelles expéditions portugaises et danoises vers Terre-Neuve et le Groenland qui font partie des contacts trans-océaniques précolombiens. 
L'expédition de Christophe Colomb en 1492 marque le début de l'exploration, de la découverte et de la colonisation de ces terres par l'Espagne. L'identification de ces nouvelles terres comme continent permit dans un premier temps les échanges Européens avec l'Amérique, bouleversa les routes commerciales existantes vers l'Asie, ainsi que les équilibres politiques et économiques, et les écosystèmes à échelle planétaire. L'importance et la radicalité de l'événement en font le passage symbolique du Moyen Âge aux Temps modernes dans l'historiographie occidentale.

### Découverte par les Espagnols
L'expression « Christophe Colomb découvre l'Amérique en 1492 » tire son origine du contexte politique européen de la fin du XVe siècle et de la concurrence sur les mers entre Portugais et Castillans (Traité d’Alcáçovas, 1479) : alors que les navigateurs portugais ont atteint le cap de Bonne-Espérance en 1488, préparant ensuite une traversée de l'océan Indien vers les Indes, qui aura lieu en 1498 (Vasco de Gama), il revient à un navigateur espagnol d'atteindre des terres encore inconnues, identifiées comme appartenant à un nouveau monde seulement vers 1500.
Le nom « Amérique », qui se généralise à partir du début du XVIe siècle, est inventé par le cartographe allemand Martin Waldseemüller en compagnie du cartographe alsacien Mathias Ringmann et apparaît dans le planisphère qu'ils éditent en 1507. Il est donné en l'honneur de l'explorateur italien Amerigo Vespucci qui est l’un des premiers Européens à comprendre qu’il s’agit d’un continent différent de l’Asie dans un livre publié en 1503. Ce continent resta longtemps désigné par la formule « Indes occidentales ».

« Nous n’adopterons donc ici, de l’historien de la nouvelle France, qu’une réflexion à laquelle on ne peut rien opposer : c’est qu’il est fort glorieux à l’Italie que les trois puissances qui partagent aujourd’hui presque toute l’Amérique doivent leur première découverte à des italiens. Les Castillans à un Gênois (Colomb), les anglais à un vénitien (Cabot), et les français à un florentin (Verrazzano). On pourrait joindre à ses noms illustres celui d’un autre florentin qui rendit de grands services aux castillans et aux portugais s’il n’avait dû sa gloire à une supercherie (…) »

— Histoire générale des voyages de l’Abbé Prévost

### Controverses contemporaines
Les expressions « découverte de l'Amérique » ainsi que « Nouveau Monde » sont usuelles en Europe, mais sont controversées en Amérique, notamment du point de vue des autochtones, selon qui ce continent n'était ni « à découvrir » ni « nouveau », car il était habité depuis des milliers d'années.
Ces expressions sont donc accusées d'eurocentrisme par les populations d'origine amérindiennes, par différents auteurs et notamment Kirkpatrick Sale. L'expression « découverte » est remise en question par les peuples autochtones (par exemple les Premières Nations du Canada) dans une perspective de décolonisation des savoirs.
Certains précisent que la découverte de l'Amérique a été en réalité le fait des premiers chasseurs paléolithiques arrivés sur ce continent il y a au moins 33 000 ans.
Toutes ces réflexions ont amené certains historiens à promouvoir des expressions moins ethnocentristes telles que « L'arrivée de Christophe Colomb en Amérique » ou « L'arrivée des Espagnols en Amérique »[réf. souhaitée]. L'historien mexicain Edmundo O’Gorman propose en 1958 de remplacer l'expression « découverte de l'Amérique » par celle de « l'invention de l'Amérique », particulièrement parce que les Européens se représentent ces terres nouvelles pour eux comme un nouveau continent à part entière.
On peut aussi utiliser l'expression « conquête de l'Amérique » pour évoquer le processus de colonisation du Nouveau Monde après sa « découverte » en 1492.
L'expression « découverte de l'Amérique » reste cependant solidement attestée en Europe, étant donné qu’elle signifie (implicitement) « découverte de l'Amérique par les Européens ».

## Historique
Durant la nuit du 11 au 12 octobre 1492, la flotte dont Colomb est l'amiral aborde l'île de Guanahani (actuel San Salvador), aux Bahamas. Ce moment marque la rencontre de sociétés et d'écosystèmes qui avaient globalement évolué indépendamment l’une de l’autre pendant environ 12 000 ans, après la disparition du pont terrestre de la Béringie.
Immédiatement après ce premier voyage, Espagnols et Portugais se partagent les terres et le commerce avec les contrées à découvrir : le traité de Tordesillas définit une ligne de partage selon un méridien situé à 370 lieues (1 770 km) à l'ouest des îles du Cap-Vert (46° 37' Ouest dans le système actuel) : les territoires situés à l'ouest de ce méridien (en partant du Cap Vert), sont dévolus à la couronne de Castille (ils incluent les découvertes de Colomb) ; les territoires situés à l'est, à la couronne de Portugal (Afrique, mais aussi le Brésil, découvert en 1500 par le Portugais Pedro Alvares Cabral). Espagnols et Portugais commencent à explorer et à coloniser le continent, bientôt imités par d'autres Européens (notamment anglais, français, hollandais) sans tenir compte du traité de Tordesillas, qu'ils n'ont d'ailleurs pas signé.
C'est le début de l'exploration et de la colonisation de l'Amérique, au détriment de ses habitants autochtones nommés « Indiens » (Indios) par Colomb qui vont être particulièrement touchés dans les îles Caraïbes (dont ils ont totalement disparu en quelques décennies) et en Amérique du Nord. Aux États-Unis, à la fin du XIXe siècle, on ne compte plus que 260 000 Amérindiens sur les 2 à 20 millions estimés au XVe siècle sur le territoire des États-Unis.
Certains estiment à 100 millions, le nombre d'autochtones qui vivaient sur l'ensemble du continent lors de la découverte de l'Amérique par les espagnols au XVe siècle.
Si moins d'un siècle après l'expédition de Colomb, l'essentiel des terres d'Amérique sont de jure sous domination Européenne, leur exploration se poursuit jusqu'au XIXe siècle.
L'objectif premier de Colomb, comme nombre d'explorateurs avant et après lui (Vasco de Gama, Magellan), était de découvrir une route commerciale vers l'Extrême-Orient pour contourner le monopole de fait des intermédiaires arabes et ottomans sur le commerce Européens.
La découverte d'un nouveau continent sur lequel les Européens n'affrontent rapidement aucune concurrence, permet aux Européens de se défaire de la dépendance à deux autres puissances : chinois et mongols. En effet, si nombre de routes commerciales d'Europe vers l'Asie se déplacent au profit d'un commerce vers les Amériques, annulant la position stratégiques des intermédiaires au profit d'un développement des pays de la façade atlantique, la mise en culture massive et l'exploitation des terres américaines permet rapidement la production des denrées autrefois produites en Extrême-Orient. Ce développement commercial fulgurant impose la présence de main d'œuvre, fournie dans l'Empire Espagnol par les autochtones via les Encomiendas, et dans les autres Empires, au moyen du commerce triangulaire.

## Les voyages de Christophe Colomb
Christophe Colomb est le premier navigateur dont les voyages transatlantiques sont attestés et documentés de façon détaillée.

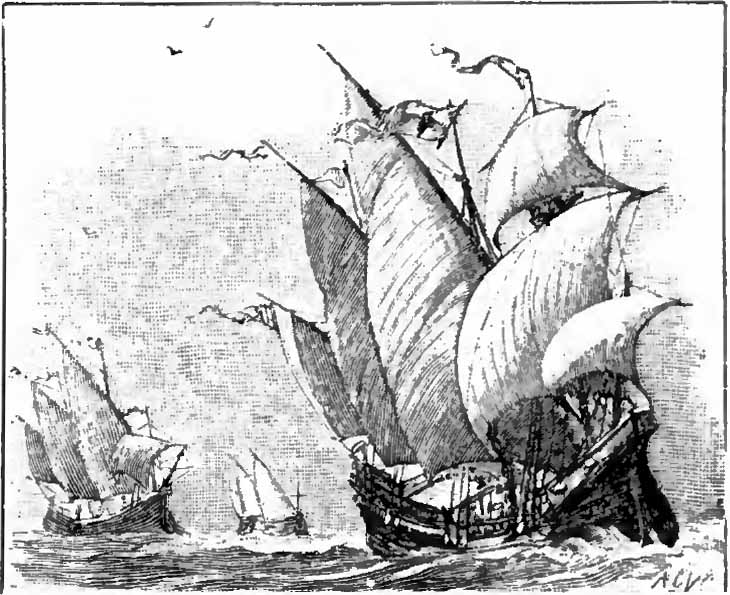
Les trois navires (La Santa María, La Pinta, La Niña) du premier voyage de Christophe Colomb au Nouveau Monde, dessin de 1900.

### Projet de Colomb: atteindre l'Asie par l'océan Atlantique
Installé au Portugal à partir de 1476, à une époque où les navigateurs portugais explorent les côtes de l'Afrique et espèrent trouver un passage vers l'océan Indien afin d'atteindre les Indes, c'est-à-dire l'Asie orientale (Inde, Chine, Japon), Christophe Colomb élabore un projet alternatif : atteindre les Indes en naviguant vers l'ouest, à travers l'océan Atlantique, la « mer Océane ».
Son projet est rejeté en 1484 par le roi de Portugal Jean II. Colomb se tourne alors vers les Rois catholiques, Isabelle de Castille et Ferdinand d'Aragon, et émigre en 1485 en Castille. Après une première entrevue en janvier 1486, il doit encore attendre six ans pour que les Rois catholiques signent les capitulations de Santa Fe en avril 1492, quatre mois et demi mois après la prise de Grenade (2 janvier 1492) et la fin de la Reconquista. Plusieurs conseillers royaux ont joué un rôle important, notamment Luis de Santangel.

### Capitulations de Santa Fe (avril 1492)
Le contrat lui alloue trois navires (les deux caravelles La Pinta et La Niña, et la caraque la Santa María) et leurs équipages (90 hommes) pour six mois. La caravelle, type de navire inventé par les Portugais, est plus légère, rapide et maniable que la caraque ; la caravelle a également un coût d'armement relativement faible.
L'expédition est financée, grâce notamment aux énormes amendes et taxes prélevées auprès des Juifs et musulmans du royaume, qui alimentaient les caisses du Trésor royal, et à l'aide pécuniaire de Santangel, - lequel recevra la première lettre de l'explorateur, datée du 15 février 1493.

### Premier voyage (août 1492-mars 1493)
Partie le 3 août de Palos de la Frontera, l'escadre fait une escale aux Canaries jusqu'au 6 septembre, puis part vers l'ouest et atteint le 12 octobre l'île de Guanahani où Colomb entre en contact avec les indigènes, qu'il nomme « Indiens » (Indios), croyant être aux Indes. Il s'agit probablement de l'île San Salvador des Bahamas mais ce point est sujet à débat. Le 28 octobre, il découvre Cuba et le 4 décembre, atteint l'île d'Hispaniola (Saint-Domingue), où il s'installe et entre de nouveau en contact avec les indigènes.
Le 25 décembre, la Santa Maria s'échoue de façon irrémédiable. Colomb décide de rentrer avec les deux caravelles, laissant sur place 39 hommes dans un fortin (fort Navidad) construit avec le bois de la caraque. Il repart au début de janvier et atteint Palos de la Frontera le 15 mars 1493, ramenant entre autres six indigènes pour attester de sa rencontre avec les « Indiens ». La cour se trouvant alors à Barcelone, son voyage à travers l'Espagne suscite une immense curiosité et il est accueilli comme un grand d'Espagne par les Rois catholiques : il est désormais « amiral de la mer Océane, vice-roi et gouverneur des Indes » et ses deux fils, Diego et Fernand, deviennent pages à la cour.
Très rapidement, un second voyage est mis sur pied, avec dix-sept navires et des centaines de participants : il s'agit maintenant de coloniser l'île d'Hispaniola.

### Voyages ultérieurs

Les voyages de Christophe Colomb.

Au cours de ce voyage commencé en septembre 1493, Colomb découvre La Désirade, Marie-Galante, la Dominique, la Basse-Terre de la Guadeloupe, Montserrat, Saint-Martin et Saint-Barthélemy. Arrivé à Hispaniola, il découvre que les 39 hommes du fort de la Navidad sont tous morts, tués par les indigènes excédés par les exactions des colons européens.
Après avoir organisé, en tant que gouverneur de l'île, les débuts de la colonisation de l'île (fondation de La Isabela, première ville espagnole fondée en Amérique), il repart en exploration et atteint Porto Rico, puis la Jamaïque. Mais à Hispaniola, qu'il a confiée à son frère Giacomo, les choses ne vont pas bien du tout, plusieurs officiers décident de repartir en Espagne, où ils critiquent Colomb à la cour. Il décide de rentrer en mars 1496 et parvient à regagner la confiance des souverains. Mais il a un peu plus de mal à organiser son troisième voyage, qui ne repart qu'en 1498.
Au début de ce voyage, il débarque sur le continent sud-américain au niveau de l'actuel Venezuela et passe également à Saint-Vincent, Grenade, Trinité, Margarita. Rentré à Hispaniola, il est confronté à une situation très difficile : les colons espagnols sont mécontents, les Indiens se révoltent, etc. De nouveau, les critiques pleuvent à la cour et un inspecteur est envoyé en 1500, Francisco de Bobadilla.

### La disgrâce (1500) et le dernier voyage (1502-1504)
Celui-ci estime que la situation à Hispaniola est catastrophique par la faute de Colomb et il le met en état d'arrestation. Il est immédiatement renvoyé en Espagne, où les Rois catholiques le libèrent, mais en ne lui laissant que le titre d'amiral, le jugeant incompétent, voire dangereux, en matière d'administration. Ils lui interdisent même de faire escale à Hispaniola durant le quatrième voyage.
Durant ce quatrième et dernier voyage (1502-1504), qui est donc seulement d'exploration, Colomb navigue le long des côtes du Veraguas et du Panama. Mais sa flotte se détériore gravement et est contrainte de faire escale à la Jamaïque, où les navigateurs vont rester une année, attendant que le gouverneur d'Hispaniola (qui déteste Colomb) veuille bien envoyer des navires de secours. Colomb rentre en Espagne en 1504, très affaibli par cette épreuve, et meurt en 1506. Son fils Diego est nommé peu après gouverneur d'Hispaniola.

### Colomb et le Nouveau Monde
Persuadé d'avoir atteint l'Extrême-Orient, il est mort sans savoir qu'il avait découvert un continent inconnu des Européens. On attribue à son compagnon florentin Amerigo Vespucci d'avoir identifié ce monde comme un nouveau continent, et non comme l’extrémité orientale de l’Asie.
Colomb est le premier Européen à avoir découvert et revendiqué au nom de l'Espagne, les terres qui furent peu après identifiées comme faisant partie d'un nouveau continent : l'Amérique.

### Commémorations de la découverte colombienne
La découverte de l'Amérique est commémorée en Espagne et dans les pays hispanophones le 12 octobre sous le nom de Jour de l'hispanité ou de Jour de la Race. Le Jour de Christophe Colomb est célébré le deuxième lundi du mois d'octobre dans plusieurs pays d'Amérique.

## Chronologie de l'exploration de l'Amérique par les Européens

Diego Gutiérrez et Jérôme Cock, Americae sive qvartae orbis partis nova et exactissima descriptio, carte espagnole représentant l'Amérique, 1562. Copie de la LOC.

### Fin duXVesiècle

#### Premier voyage de Christophe Colomb
- 2 janvier 1492 : prise de Grenade et fin de la Reconquista
- 1492 (avril) : capitulations de Santa Fe, contrat d'armement entre Colomb et les Rois catholiques pour atteindre les Indes par l'Atlantique
- 1492 (octobre-décembre) : découverte de l'archipel des Caraïbes (San Salvador, Cuba, Hispaniola)
- 1493 (mars) : retour de Colomb en Espagne ; il devient officiellement « amiral de la mer Océane, vice-roi et gouverneur des Indes »
- 7 juin 1494 : sous l’égide du pape Alexandre VI, le traité de Tordesillas partage le Nouveau Monde entre la Castille et le Portugal, qui détient le monopole de la navigation en Afrique[19]. La ligne de partage est fixée au méridien situé à 370 lieues (1 770 km) à l'ouest du méridien des îles du Cap Vert.

#### Explorations espagnoles
- 1493-1494 : deuxième voyage de Colomb : début de la colonisation d'Hispaniola (Saint-Domingue) : fondation de La Isabela ; découverte de Porto Rico et de la Jamaïque (sans colonisation).
- 1494-1496 : difficultés à Hispaniola avec les colons et les Indiens ; retour de Colomb en Espagne en 1496.
- 1498 : troisième voyage de Colomb : découverte de Saint-Vincent, la Grenade, Trinidad, la Margarita, la côte du Venezuela (près de l'Orénoque) ; il est confronté à de graves problèmes à Hispaniola.
- 1499 : Vicente Yañez Pinzon explore la côte nord du Brésil.
- 1499 : Alonso de Ojeda reconnaît la côte de l'Amérique du Sud près de l'Orénoque. Il découvre un port naturel qu'il appelle « Venezuela » (Petite Venise) ; il débarque en Guyane. 
Amerigo Vespucci se sépare d'Ojeda et continue son voyage jusqu'à l'embouchure de l'Amazone.
- 1500 : Colomb, arrêté par Francisco de Bobadilla, est renvoyé en Espagne ; libéré, il perd ses titres de gouverneur et de vice-roi.
- 1500 : Diego de Lepe explore la côte nord du Brésil.

#### Explorations portugaises
- 1499 : Gaspar Corte-Real débarque sur la côte est de Terre-Neuve.
- 1500 : João Fernandes Lavrador cartographie l'extrémité nord-est de l'Amérique du Nord.
- 22 avril 1500 : Pedro Alvares Cabral atteint les côtes situées le plus à l'est du Brésil, qui se révèlent incluses dans la zone définie par le traité de Tordesillas comme portugaise.

#### Expéditions anglaises
- 24 juin 1497 : pour le compte d'Henri VII d'Angleterre, le Vénitien Jean Cabot débarque en Amérique du Nord sur l'ile de Terre-Neuve (voire l'Île du Cap-Breton) et explore la côte avant de repartir pour l'Angleterre. L'endroit précis de son premier accostage est controversé, peut-être Bonavista sur Terre-Neuve.

### XVIesiècle

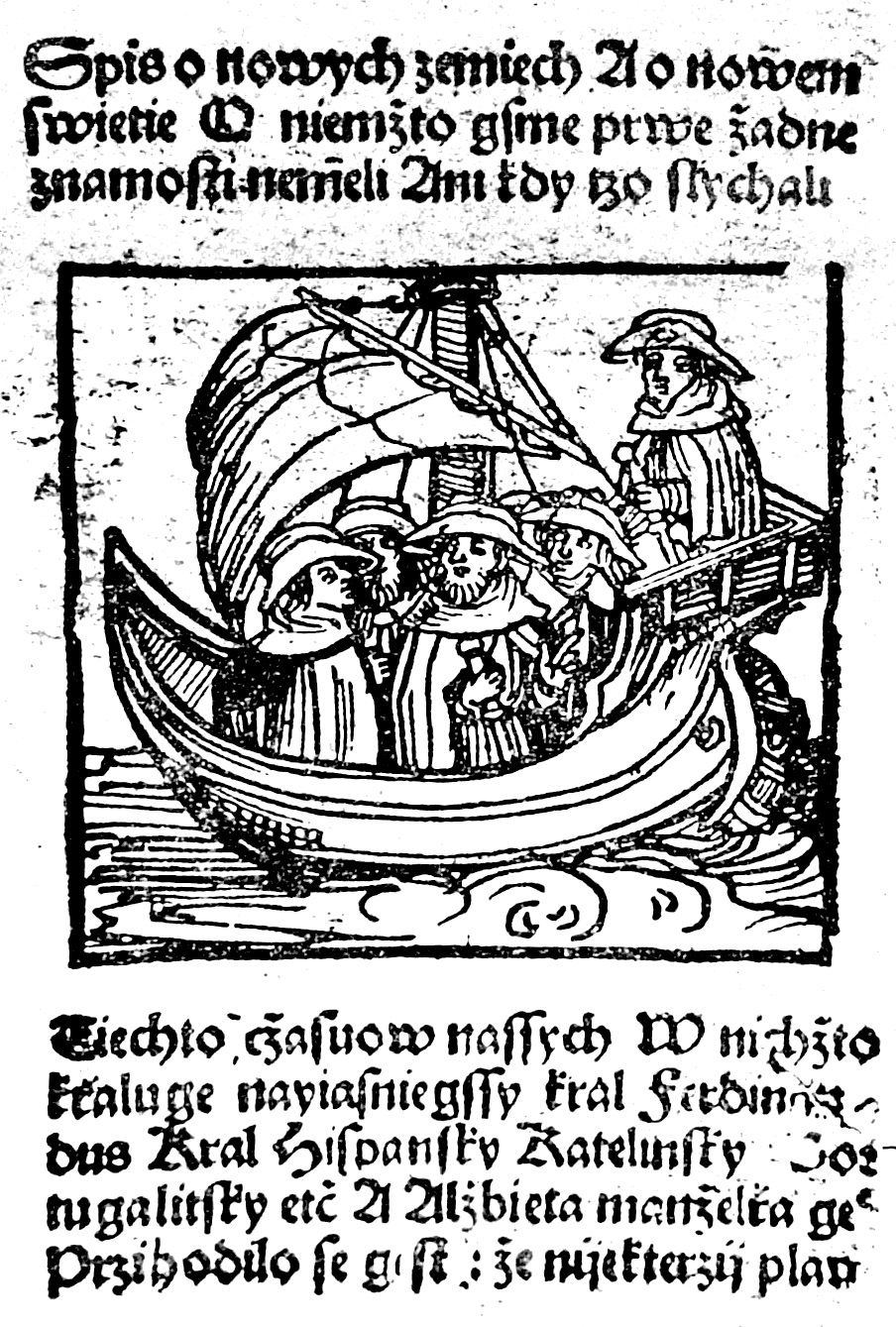
Le Livre des nouvelles terres est la plus ancienne mention du voyage de Christophe Colomb. Imprimé par Mikiláš Bakalář en 1506 à Pilsen. Exposé au monastère de Strahov, Prague.

#### Avancées de la science géographique
- 1503 : le livre Mundus Novus (« Le Nouveau Monde ») est publié sous la caution d'Amerigo Vespucci.
- 1507 : Martin Waldseemüller, géographe de Saint-Dié, publie Cosmographiæ introductio ou « planisphère de Waldseemüller ». Première utilisation du nom America (« Amérique »), donné en hommage à Amerigo Vespucci ; représentation de l'isthme de Panamá avec un éventuel passage entre les deux continents américains permettant un accès libre entre les deux océans ; représentation des chaînes montagneuses des Andes et des montagnes Rocheuses inconnues officiellement à cette date ;
- 1520 (novembre) : Magellan, navigateur portugais au service de l'Espagne, découvre un passage de l'Atlantique au Pacifique : le détroit de Magellan ; sa flotte atteint ensuite les Philippines, puis les « Indes ».
- 1577-1580 : au cours de son tour du monde, Francis Drake est le premier à franchir le cap Horn par le sud (passage de Drake entre l'Amérique du Sud et l'Antarctique).
- Plusieurs expéditions partent à la recherche d'un passage du Nord-Ouest (au nord de l'Amérique), en vain.

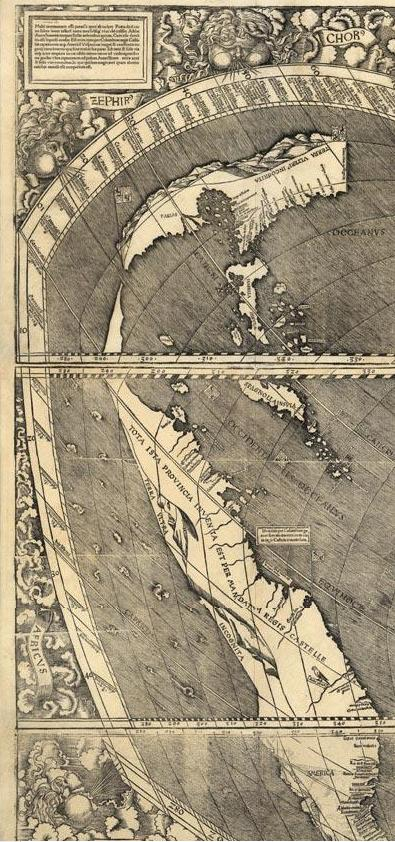
Représentation des Andes et des montagnes Rocheuses (1507) (Planisphère de Waldseemüller).

#### Expéditions espagnoles d'exploration ou de conquête
- 1501 : Rodrigo de Bastidas part de la côte de la Colombie actuelle et atteint en 1502 la Punta de Manzanillo, près de l'isthme de Panamá.
- 1501 : Alonso Vélez de Mendoza (es) explore le nord de la côte est du Brésil.
- 1502 : quatrième voyage de Christophe Colomb : Sainte-Lucie, la Martinique, le Honduras, le Nicaragua, le Costa Rica, Panamá.
- 1503 : la flotte de Colomb est contrainte de s'échouer sur la Jamaïque (il est secouru au bout d'un an, en 1504). Rentré en Espagne en 1504, Colomb meurt en 1506.
- 1504 : mort d'Isabelle de Castille ; Ferdinand d'Aragon devient régent de Castille au nom de sa fille Jeanne.
- 1507 : Diego Colomb, fils de Christophe, est nommé gouverneur d'Hispaniola.
- 1508 : Juan Ponce de León fonde la colonie de Caparra sur l'île de Porto Rico (réinstallée à San Juan en 1521).
- 1509 : conquête (à partir d'Hispaniola) de la Jamaïque par Juan de Esquivel, qui en devient gouverneur.
- 1511 : conquête (à partir d'Hispaniola) de Cuba par Diego Velázquez de Cuéllar, qui en devient gouverneur ; fondation de Santiago de Cuba. Cuba devient la base des expéditions espagnoles.
- 2 avril 1513 : Juan Ponce de León est vraisemblablement le premier Européen à débarquer sur le territoire des États-Unis modernes, en Floride.
- 25 septembre 1513 : Vasco Núñez de Balboa est le premier Européen à voir (de l'ouest) l'océan Pacifique depuis une colline de l'isthme de Panamá.
- 25 juillet 1515 : Pánfilo de Narváez fonde La Havane.
- 1516 : Francisco Hernández de Córdoba explore le Nicaragua et le Honduras.
- 1518 : voyage (à partir de Cuba) de Juan de Grijalva vers le Yucatán et l'île de San Juan de Ulúa ; contact avec les Mayas et informations sur l'Empire aztèque.
- 1519 : début de l'expédition d'Hernán Cortés au Mexique (détail infra).
- 1520 (novembre) : Magellan, navigateur portugais au service de l'Espagne, découvre un passage sûr de l'Atlantique au Pacifique : le détroit de Magellan ; sa flotte atteint ensuite les Philippines, puis les « Indes ».
- 1526 (avril) : Pánfilo de Narváez débarque en Floride. Pourchassé par les indigènes, il disparaît dans une tempête en tentant de revenir vers le Mexique.
- 1532-1534 : conquête du Pérou par Francisco Pizarro (détail infra).
- 1532 : Diego Hurtado de Mendoza atteint les Îles Tres Marías au large du Mexique
- 1533 : Fortún Ximénez, pilote mutiné d'un navire de la flotte de Cortés, atteint la baie de la Paz, à l'entrée du golfe de Californie
- 1533 : Hernando de Grijalva atteint les îles Revillagigedo, à 400 km au large du Mexique.
- 1536 : Cortés tente d'établir une colonie près de la baie de la Paz, sous la direction de Francisco de Ulloa, mais elle est assez vite abandonnée
- 1537 : le navire Santiago, commandé par Hernando de Grijalva, explore le Pacifique à partir du Pérou, puis à la suite d'une mutinerie et de la mort de son capitaine, traverse le Pacifique et atteint la Nouvelle-Guinée.
- 30 mai 1539 : Hernando de Soto débarque à Espiritu Santo sur la baie de Tampa et entreprend l'exploration de l'intérieur de la Floride.
- 1539-1540 : Francisco de Ulloa, parti d'Acapulco, explore le golfe de Californie qu'il baptise « mer de Cortés » et atteint l'embouchure du Colorado ; puis il contourne la péninsule et remonte jusqu'à l'île Cedros.
- 1540-1542 : Soto atteint les monts Appalaches et y séjourne un mois ; le 8 mai 1541, il découvre le Mississippi au sud de l'actuelle Memphis et passe l'hiver sur les rives de l'Arkansas ; après sa mort (21 mai 1542), l'expédition descend le Mississippi jusqu'à son embouchure sur le golfe du Mexique.
- 1540-1542 : Francisco Vásquez de Coronado explore la Haute-Californie ; il est le premier Européen à voir le Grand Canyon du Colorado.
- 1540 : Hernando de Alarcón navigue sur le fleuve Colorado qu'il remonte jusqu'au confluent de la rivière Gila.
- 1542 : Francisco de Orellana descend le fleuve Amazone jusqu'à son embouchure.

Exploration et conquête du Mexique par Hernan Cortés (1519-1521)
- 1519 : début de l'expédition d'Hernan Cortés vers le Mexique (le pays des « Aztèques » qui sont des Mexicas)
- 1519 (février) : la flotte de Cortés quitte Cuba
- 1519 (mars) : passage dans l'île de Cozumel (Mayas)
- 1519 (mars) : soumission des Mayas de Potonchan (bataille de la Centla, dans la basse vallée du río Grijalva) ; parmi les présents des Mayas figurent 20 esclaves, dont Malintzi (la Malinche)
- 21 avril 1519 : l'escadre atteint San Juan de Ulúa
- 22 avril 1519 (vendredi saint) : Cortés débarque sur le continent
- 1519 (avril-juin) : contact avec des ambassadeurs de Moctezuma II, puis avec des ambassadeurs totonaques (hostiles aux Aztèques)
- 1519 (juillet) : fondation de la ville de Villa Rica de la Vera Cruz (actuelle Veracruz)
- 1519 (août) : départ d'un corps de 300 Espagnols (six compagnies) et 150 Totonaques vers Mexico-Tenochtitlan
- 1519 (septembre) : l'expédition passe au pied du Popocatepetl 5 450 m, dont trois Espagnols font l'ascension, notamment Diego de Ordás
- 9 novembre : arrivée à Mexico : bon accueil de Moctezuma II à Cortés
- 1520 (mai) : soulèvement de Mexico contre les Espagnols
- 29 juin : mort de Moctezuma
- 30 juin 1520 : les Espagnols évacuent Mexico au prix de lourdes pertes (Noche Triste)
- 7 juillet 1520 : victoire inattendue de l'armée en retraite à Otompan ; réfugié chez ses alliés indiens, Cortés peut reconstituer ses forces
- 30 mai 1521 : retour des Espagnols à Mexico et début du siège
- 12 août 1521 : reddition des défenseurs de la ville et capture de l'empereur Cuauhtémoc

La conquête du Pérou par Francisco Pizarro
- 1522 : le Basque espagnol Pascual de Andagoya échoue dans sa tentative de conquête du Pérou.
- 1524 : Francisco Pizarro entreprend sa première expédition vers le Pérou, qui tourne rapidement au désastre.
- 1526 : Pizarro repart en expédition et parvient au Pérou en 1528.
- janvier 1531 : Pizarro entreprend sa troisième expédition vers le Pérou avec 180 hommes et trois navires.
- 15 novembre 1532 : il capture l'Inca Atahualpa, qu'il fait exécuter. En 1534, il entre dans la capitale, Cuzco.

#### Expéditions portugaises
- 1501 : Gaspar Corte-Real et son frère Miguel parviennent vraisemblablement jusqu'au Labrador et à Terre-Neuve. Ils se séparent, et Gaspar disparaît sans laisser de trace. Miguel lance une expédition à sa recherche en 1502, et disparaît à son tour.
- Gonçalo Coelho et Amerigo Vespucci tentent de trouver un passage vers l'Asie en longeant vers le sud la côte d'Amérique du Sud.
- 1er janvier 1502 : Amerigo Vespucci découvre une baie qu'il nomme « Rio de Janeiro ». Il va ensuite jusqu'en Patagonie, sans trouver de passage vers l'Asie.

#### Expéditions françaises
Dès le début du XVIe siècle, les Français interviennent en Amérique, surtout dans la région du Saint-Laurent et sans tenir compte du traité de Tordesillas, dont les rois de France considèrent qu'il ne les concerne pas.
- 1506 : l'explorateur français Jehan Denis établit une carte de Terre-Neuve après y avoir accosté.
- 1524 : le Florentin Giovanni da Verrazano est missionné par François Ier pour explorer la zone comprise entre la Floride et Terre-Neuve. Il découvre notamment la baie de New York, qu’il nomme « Nouvelle-Angoulême ».
- 1534 (printemps) : Jacques Cartier explore le golfe du Saint-Laurent.
- 1535-1536 : lors d'un deuxième voyage, Cartier remonte le Saint-Laurent jusqu'au village indien d'Hochelaga, où il baptise la colline la plus haute du nom de « Mont Royal ».
- mai 1541-juillet 1543 : Jacques Cartier et Jean-François de Roberval reviennent explorer et coloniser la vallée du Saint-Laurent.
- 1554 : l'amiral Nicolas Durand de Villegagnon débarque dans la baie de Guanabara au Brésil afin d'établir une colonie française, la « France antarctique ».
- 1562 : l'amiral de France Gaspard II de Coligny relance le projet de colonisation en Amérique du Nord. L'explorateur Jean Ribault, secondé par René de Goulaine de Laudonnière et accompagné du cartographe Jacques Le Moyne de Morgues débarquent en Floride et fondent la place de Charlesfort, puis en 1564, le fort Caroline.

#### Expéditions anglaises
- 1576-1578 : à la recherche du passage du Nord-Ouest, Martin Frobisher parcourt le nord du Canada. Il aperçoit la côte du Labrador, mouille à Resolution Island à la pointe orientale de l'île de Baffin et découvre la baie qui porte son nom.
- 1577-1580 : durant son tour du monde, Francis Drake est le premier à franchir le cap Horn par le sud (passage de Drake entre l'Amérique du Sud et l'Antarctique). Il longe ensuite la côte américaine jusqu'à l'actuelle ville de Vancouver.

### XVIIesiècle
L'Espagne et le Portugal se contentent de gérer et de défendre leur empire, mais de nouveaux acteurs apparaissent : les Anglais et les Néerlandais des Provinces-Unies (souvent désignés comme « Hollandais »). Deux dénominations apparaissent : « Indes orientales » (l'Asie orientale, auparavant appelée « les Indes ») ; « Indes occidentales » (l'Amérique), notamment pour nommer les compagnies commerciales mises sur pied par les Français, les Anglais et les Néerlandais.

#### Interventions françaises
- 1603 et 1607, Samuel de Champlain explore et cartographie la côte atlantique des États-Unis de la région de Boston jusqu'au golfe du Saint-Laurent.
- 1608 : fondation de Québec par Champlain ; exploration consécutive de la région des Grands Lacs.
- 1669 : René-Robert Cavelier de La Salle explore les lacs Ontario et Érié, les plus orientaux des Grands Lacs ; il atteint également le fleuve Ohio.
- 1672 : le haut cours supérieur du Mississippi est découvert par le Canadien Louis Jolliet et le père français Jacques Marquette.
- 1680-1682 : parti du Québec, Cavelier de La Salle, lors d'un deuxième voyage, atteint le sud du lac Michigan et descend le Mississippi dans sa totalité jusqu'à son embouchure.

#### Interventions anglaises
- 1604 : traité de Londres entre l'Angleterre et l'Espagne, en guerre depuis 1585 ; l'Angleterre achète à l'Espagne le droit de coloniser les terres du nord de la colonie de Floride
- 1607 : création de la colonie de Virginie et fondation de Jamestown.
- 1609 : Henry Hudson pénètre dans la baie de New York et remonte le fleuve qui porte son nom.
- 1610 (25 juin) : à la recherche du passage du nord-ouest, Hudson atteint le détroit qui porte son nom, puis découvre la baie qui porte son nom le 2 août suivant.
- 1620 : voyage des Pères pèlerins, Anglais venant d'Angleterre ou de Hollande ; fondation de Plymouth au Massachusetts.

#### Interventions des Provinces-Unies
Les Provinces-Unies (république des Sept Provinces-Unies des Pays-Bas) sont créées dans les années 1580, dans le cadre de l'insurrection des Pays-Bas contre Philippe II, par la sécession de sept des dix-sept provinces détenues (à titre personnel) par le roi d'Espagne.
- 1619 : création de la Compagnie néerlandaise des Indes occidentales (la Compagnie des Indes orientales date de 1602).
- En 1616, Willem Schouten est le premier Néerlandais à doubler le cap Horn.

### XVIIIesiècle
- En 1741, lors d'une première expédition, le Danois Vitus Béring découvre le détroit qui porte son nom, prouvant que les continents eurasien et américain sont séparés. Lors d'un second voyage, il aperçoit la côte sud de l'Alaska, et débarque sur l'île Kayak ou dans le voisinage. Sous le commandement d'Alexei Tchirikov, son accompagnateur russe, un second bateau découvre les côtes nord-ouest de l'Amérique du Nord, dont l'archipel Alexandre c'est-à-dire l'Alaska du Sud-est actuel.

### XIXesiècle
- 1799-1804, Expéditions de l'Allemand Alexandre de Humboldt en Amérique du Sud.
- 1804-1806, Expédition américaine de Meriwether Lewis et William Clark dans l'Ouest américain.
- En 1825, le capitaine britannique Frederick William Beechey explore la côte nord de l'Alaska et découvre Point Barrow.
- 1831-1836, Voyage du naturaliste anglais Charles Darwin en Amérique du Sud.
- De 1850 à 1854, l'amiral britannique Robert McClure prouve l'existence du passage du Nord-Ouest qu'il parcourt d'ouest en est.
- Le médecin militaire français Jules Crevaux (1847-1882) explore la Guyane, l'Amazonie, de 1873 à sa mort.

### XXesiècle
- 1909 : exploration du pôle Nord par l'Américain Robert Peary, en provenance du nord de l'Amérique (depuis New York, en passant par l'Île d'Ellesmere au Canada)[20].

#### Énigmes archéologiques
- Pedra da Gavea
- La pierre runique de Kensington
- La pierre du décalogue de Los Lunas
- Rocher de Dighton
- La tour de Newport

#### Énigmes cartographiques
- Drogeo
- Estotiland
- Île de Brasil
- Norembergue